# Eletti alla Camera dei deputati nelle elezioni politiche italiane del 1953
Questo elenco riporta i nomi dei deputati della II legislatura della Repubblica Italiana dopo le elezioni politiche del 1953:
| Collegio                                      | Lista                                   | Eletto                           |
| --------------------------------------------- | --------------------------------------- | -------------------------------- |
| Collegio Unico Nazionale                      | Democrazia Cristiana                    | Alcide De Gasperi                |
| Collegio Unico Nazionale                      | Democrazia Cristiana                    | Mario Scelba                     |
| Collegio Unico Nazionale                      | Democrazia Cristiana                    | Salvatore Aldisio                |
| Collegio Unico Nazionale                      | Democrazia Cristiana                    | Giuseppe Spataro                 |
| Collegio Unico Nazionale                      | Democrazia Cristiana                    | Fernando Tambroni Armaroli       |
| Collegio Unico Nazionale                      | Democrazia Cristiana                    | Antonio Segni                    |
| Collegio Unico Nazionale                      | Movimento Sociale Italiano              | Giorgio Almirante                |
| Collegio Unico Nazionale                      | Movimento Sociale Italiano              | Alfredo Cucco                    |
| Collegio Unico Nazionale                      | Movimento Sociale Italiano              | Filippo Anfuso                   |
| Collegio Unico Nazionale                      | Movimento Sociale Italiano              | Giovanni Roberti                 |
| Collegio Unico Nazionale                      | Movimento Sociale Italiano              | Domenico Latanza                 |
| Collegio Unico Nazionale                      | Movimento Sociale Italiano              | Enrico Endrich                   |
| Collegio Unico Nazionale                      | Partito Comunista Italiano              | Palmiro Togliatti                |
| Collegio Unico Nazionale                      | Partito Comunista Italiano              | Girolamo Li Causi                |
| Collegio Unico Nazionale                      | Partito Comunista Italiano              | Giorgio Amendola                 |
| Collegio Unico Nazionale                      | Partito Comunista Italiano              | Dante Gorreri                    |
| Collegio Unico Nazionale                      | Partito Comunista Italiano              | Giuseppe Di Vittorio             |
| Collegio Unico Nazionale                      | Partito Nazionale Monarchico            | Alfredo Covelli                  |
| Collegio Unico Nazionale                      | Partito Nazionale Monarchico            | Gianfranco Alliata di Montereale |
| Collegio Unico Nazionale                      | Partito Nazionale Monarchico            | Giuseppe Menotti De Francesco    |
| Collegio Unico Nazionale                      | Partito Nazionale Monarchico            | Uberto Bonino                    |
| Collegio Unico Nazionale                      | Partito Nazionale Monarchico            | Agilulfo Caramia                 |
| Collegio Unico Nazionale                      | Partito Socialista Democratico Italiano | Giuseppe Saragat                 |
| Collegio Unico Nazionale                      | Partito Socialista Democratico Italiano | Domenico Chiaramello             |
| Collegio Unico Nazionale                      | Partito Socialista Democratico Italiano | Paolo Rossi                      |
| Collegio Unico Nazionale                      | Partito Socialista Democratico Italiano | Anselmo Martoni                  |
| Collegio Unico Nazionale                      | Partito Socialista Democratico Italiano | Giancarlo Matteotti              |
| Collegio Unico Nazionale                      | Partito Socialista Italiano             | Pietro Nenni                     |
| Collegio Unico Nazionale                      | Partito Socialista Italiano             | Francesco De Martino             |
| Collegio Unico Nazionale                      | Partito Socialista Italiano             | Riccardo Lombardi                |
| Collegio Unico Nazionale                      | Partito Socialista Italiano             | Mario Marino Guadalupi           |
| Collegio Unico Nazionale                      | Partito Liberale Italiano               | Gaetano Martino                  |
| Collegio Unico Nazionale                      | Partito Liberale Italiano               | Vittorio Emanuele Marzotto       |
| Collegio Unico Nazionale                      | Partito Liberale Italiano               | Francesco Colitto                |
| Collegio Unico Nazionale                      | Partito Repubblicano Italiano           | Randolfo Pacciardi               |
| Collegio Unico Nazionale                      | Partito Repubblicano Italiano           | Cino Macrelli                    |
| Collegio Unico Nazionale                      | Partito Repubblicano Italiano           | Francesco De Vita                |
| Torino - Novara - Vercelli                    | Democrazia Cristiana                    | Giuseppe Pella                   |
| Torino - Novara - Vercelli                    | Democrazia Cristiana                    | Giulio Pastore                   |
| Torino - Novara - Vercelli                    | Democrazia Cristiana                    | Oscar Luigi Scalfaro             |
| Torino - Novara - Vercelli                    | Democrazia Cristiana                    | Dante Graziosi                   |
| Torino - Novara - Vercelli                    | Democrazia Cristiana                    | Giovanni Bovetti                 |
| Torino - Novara - Vercelli                    | Democrazia Cristiana                    | Natale Menotti                   |
| Torino - Novara - Vercelli                    | Democrazia Cristiana                    | Giuseppe Rapelli                 |
| Torino - Novara - Vercelli                    | Democrazia Cristiana                    | Albino Ottavio Stella            |
| Torino - Novara - Vercelli                    | Democrazia Cristiana                    | Renzo Franzo                     |
| Torino - Novara - Vercelli                    | Democrazia Cristiana                    | Gioacchino Quarello              |
| Torino - Novara - Vercelli                    | Democrazia Cristiana                    | Emanuela Savio                   |
| Torino - Novara - Vercelli                    | Partito Comunista Italiano              | Domenico Coggiola                |
| Torino - Novara - Vercelli                    | Partito Comunista Italiano              | Francesco Moranino               |
| Torino - Novara - Vercelli                    | Partito Comunista Italiano              | Camilla Ravera                   |
| Torino - Novara - Vercelli                    | Partito Comunista Italiano              | Silvio Ortona                    |
| Torino - Novara - Vercelli                    | Partito Comunista Italiano              | Sergio Scarpa                    |
| Torino - Novara - Vercelli                    | Partito Comunista Italiano              | Gisella Floreanini               |
| Torino - Novara - Vercelli                    | Partito Comunista Italiano              | Giovanni Baltaro                 |
| Torino - Novara - Vercelli                    | Partito Socialista Italiano             | Alberto Jacometti                |
| Torino - Novara - Vercelli                    | Partito Socialista Italiano             | Vittorio Foa                     |
| Torino - Novara - Vercelli                    | Partito Socialista Italiano             | Giovanni Sampietro               |
| Torino - Novara - Vercelli                    | Partito Socialista Italiano             | Marziano Guglielminetti          |
| Torino - Novara - Vercelli                    | Partito Socialista Democratico Italiano | Corrado Bonfantini               |
| Torino - Novara - Vercelli                    | Partito Socialista Democratico Italiano | Guido Secreto                    |
| Torino - Novara - Vercelli                    | Partito Liberale Italiano               | Bruno Villabruna                 |
| Torino - Novara - Vercelli                    | Partito Liberale Italiano               | Giuseppe Alpino                  |
| Torino - Novara - Vercelli                    | Partito Nazionale Monarchico            | Pierino Luigi Ferrari            |
| Cuneo - Alessandria - Asti                    | Democrazia Cristiana                    | Luigi Bima                       |
| Cuneo - Alessandria - Asti                    | Democrazia Cristiana                    | Teodoro Bubbio                   |
| Cuneo - Alessandria - Asti                    | Democrazia Cristiana                    | Edoardo Martino                  |
| Cuneo - Alessandria - Asti                    | Democrazia Cristiana                    | Giuseppe Brusasca                |
| Cuneo - Alessandria - Asti                    | Democrazia Cristiana                    | Giovanni Sodano                  |
| Cuneo - Alessandria - Asti                    | Democrazia Cristiana                    | Armando Sabatini                 |
| Cuneo - Alessandria - Asti                    | Democrazia Cristiana                    | Giovanni Giraudo                 |
| Cuneo - Alessandria - Asti                    | Democrazia Cristiana                    | Emanuele Ferraris                |
| Cuneo - Alessandria - Asti                    | Partito Comunista Italiano              | Walter Audisio                   |
| Cuneo - Alessandria - Asti                    | Partito Comunista Italiano              | Antonio Giolitti                 |
| Cuneo - Alessandria - Asti                    | Partito Comunista Italiano              | Stellio Lozza                    |
| Cuneo - Alessandria - Asti                    | Partito Socialista Italiano             | Paolo Angelino                   |
| Cuneo - Alessandria - Asti                    | Partito Socialista Italiano             | Carlo Ronza                      |
| Cuneo - Alessandria - Asti                    | Partito Socialista Democratico Italiano | Giuseppe Romita                  |
| Cuneo - Alessandria - Asti                    | Partito Nazionale Monarchico            | Alessandro Scotti                |
| Cuneo - Alessandria - Asti                    | Partito Liberale Italiano               | Vittorio Badini Confalonieri     |
| Genova - Imperia - La Spezia - Savona         | Democrazia Cristiana                    | Paolo Emilio Taviani             |
| Genova - Imperia - La Spezia - Savona         | Democrazia Cristiana                    | Roberto Lucifredi                |
| Genova - Imperia - La Spezia - Savona         | Democrazia Cristiana                    | Paolo Cappa                      |
| Genova - Imperia - La Spezia - Savona         | Democrazia Cristiana                    | Filippo Guerrieri                |
| Genova - Imperia - La Spezia - Savona         | Democrazia Cristiana                    | Carlo Russo                      |
| Genova - Imperia - La Spezia - Savona         | Democrazia Cristiana                    | Angela Gotelli                   |
| Genova - Imperia - La Spezia - Savona         | Democrazia Cristiana                    | Bartolomeo Bolla                 |
| Genova - Imperia - La Spezia - Savona         | Democrazia Cristiana                    | Ambrogio Viale                   |
| Genova - Imperia - La Spezia - Savona         | Partito Comunista Italiano              | Agostino Novella                 |
| Genova - Imperia - La Spezia - Savona         | Partito Comunista Italiano              | Secondo Pessi                    |
| Genova - Imperia - La Spezia - Savona         | Partito Comunista Italiano              | Anelito Barontini                |
| Genova - Imperia - La Spezia - Savona         | Partito Comunista Italiano              | Pacifico Calandrone              |
| Genova - Imperia - La Spezia - Savona         | Partito Comunista Italiano              | Alessandro Natta                 |
| Genova - Imperia - La Spezia - Savona         | Partito Socialista Italiano             | Sandro Pertini                   |
| Genova - Imperia - La Spezia - Savona         | Partito Socialista Italiano             | Vannuccio Faralli                |
| Genova - Imperia - La Spezia - Savona         | Partito Socialista Italiano             | Luigi Ducci                      |
| Genova - Imperia - La Spezia - Savona         | Partito Socialista Democratico Italiano | Mario Bettinotti                 |
| Milano - Pavia                                | Democrazia Cristiana                    | Alessandro Buttè                 |
| Milano - Pavia                                | Democrazia Cristiana                    | Edgardo Castelli                 |
| Milano - Pavia                                | Democrazia Cristiana                    | Ettore Calvi                     |
| Milano - Pavia                                | Democrazia Cristiana                    | Rinaldo Del Bo                   |
| Milano - Pavia                                | Democrazia Cristiana                    | Tarcisio Longoni                 |
| Milano - Pavia                                | Democrazia Cristiana                    | Vincenzo Sangalli                |
| Milano - Pavia                                | Democrazia Cristiana                    | Erisia Gennai Tonietti           |
| Milano - Pavia                                | Democrazia Cristiana                    | Piero Malvestiti                 |
| Milano - Pavia                                | Democrazia Cristiana                    | Emilio Trabucchi                 |
| Milano - Pavia                                | Democrazia Cristiana                    | Pietro Ferreri                   |
| Milano - Pavia                                | Democrazia Cristiana                    | Giuseppe Arcaini                 |
| Milano - Pavia                                | Democrazia Cristiana                    | Tommaso Zerbi                    |
| Milano - Pavia                                | Democrazia Cristiana                    | Firmino Bertone                  |
| Milano - Pavia                                | Democrazia Cristiana                    | Mario Dosi                       |
| Milano - Pavia                                | Democrazia Cristiana                    | Umberto Sampietro                |
| Milano - Pavia                                | Democrazia Cristiana                    | Achille Marazza                  |
| Milano - Pavia                                | Partito Comunista Italiano              | Luigi Longo                      |
| Milano - Pavia                                | Partito Comunista Italiano              | Gian Carlo Pajetta               |
| Milano - Pavia                                | Partito Comunista Italiano              | Francesco Scotti                 |
| Milano - Pavia                                | Partito Comunista Italiano              | Mario Montagnana                 |
| Milano - Pavia                                | Partito Comunista Italiano              | Alberto Mario Cavallotti         |
| Milano - Pavia                                | Partito Comunista Italiano              | Carlo Lombardi                   |
| Milano - Pavia                                | Partito Comunista Italiano              | Carlo Venegoni                   |
| Milano - Pavia                                | Partito Comunista Italiano              | Aldo Buzzelli                    |
| Milano - Pavia                                | Partito Socialista Italiano             | Guido Mazzali                    |
| Milano - Pavia                                | Partito Socialista Italiano             | Lelio Basso                      |
| Milano - Pavia                                | Partito Socialista Italiano             | Alcide Malagugini                |
| Milano - Pavia                                | Partito Socialista Italiano             | Giovanni Battista Stucchi        |
| Milano - Pavia                                | Partito Socialista Italiano             | Guido Bernardi                   |
| Milano - Pavia                                | Partito Socialista Italiano             | Alberto Cavaliere                |
| Milano - Pavia                                | Partito Socialista Italiano             | Flavio Albizzati                 |
| Milano - Pavia                                | Partito Socialista Democratico Italiano | Ezio Vigorelli                   |
| Milano - Pavia                                | Partito Socialista Democratico Italiano | Paolo Treves                     |
| Milano - Pavia                                | Partito Nazionale Monarchico            | Cesare Degli Occhi               |
| Milano - Pavia                                | Movimento Sociale Italiano              | Domenico Leccisi                 |
| Milano - Pavia                                | Partito Liberale Italiano               | Giovanni Francesco Malagodi      |
| Como - Sondrio - Varese                       | Democrazia Cristiana                    | Mario Martinelli                 |
| Como - Sondrio - Varese                       | Democrazia Cristiana                    | Luigi Morelli                    |
| Como - Sondrio - Varese                       | Democrazia Cristiana                    | Mario Melloni                    |
| Como - Sondrio - Varese                       | Democrazia Cristiana                    | Athos Valsecchi                  |
| Como - Sondrio - Varese                       | Democrazia Cristiana                    | Pio Alessandrini                 |
| Como - Sondrio - Varese                       | Democrazia Cristiana                    | Fulvio Fabbri                    |
| Como - Sondrio - Varese                       | Democrazia Cristiana                    | Luigi Michele Galli              |
| Como - Sondrio - Varese                       | Democrazia Cristiana                    | Ugo Bartesaghi                   |
| Como - Sondrio - Varese                       | Democrazia Cristiana                    | Carlo Repossi                    |
| Como - Sondrio - Varese                       | Partito Socialista Italiano             | Cesare Bensi                     |
| Como - Sondrio - Varese                       | Partito Socialista Italiano             | Renzo Pigni                      |
| Como - Sondrio - Varese                       | Partito Socialista Italiano             | Guido Merizzi                    |
| Como - Sondrio - Varese                       | Partito Comunista Italiano              | Giovanni Grilli                  |
| Como - Sondrio - Varese                       | Partito Comunista Italiano              | Gabriele Invernizzi              |
| Como - Sondrio - Varese                       | Partito Socialista Democratico Italiano | Virginio Bertinelli              |
| Brescia - Bergamo                             | Democrazia Cristiana                    | Egidio Chiarini                  |
| Brescia - Bergamo                             | Democrazia Cristiana                    | Aurelio Angelo Colleoni          |
| Brescia - Bergamo                             | Democrazia Cristiana                    | Giovanni Battista Scaglia        |
| Brescia - Bergamo                             | Democrazia Cristiana                    | Giuseppe Belotti                 |
| Brescia - Bergamo                             | Democrazia Cristiana                    | Lodovico Montini                 |
| Brescia - Bergamo                             | Democrazia Cristiana                    | Rodolfo Vicentini                |
| Brescia - Bergamo                             | Democrazia Cristiana                    | Enrico Roselli                   |
| Brescia - Bergamo                             | Democrazia Cristiana                    | Nullo Biaggi                     |
| Brescia - Bergamo                             | Democrazia Cristiana                    | Mario Pedini                     |
| Brescia - Bergamo                             | Democrazia Cristiana                    | Tarcisio Pacati                  |
| Brescia - Bergamo                             | Democrazia Cristiana                    | Salvatore Angelo Gitti           |
| Brescia - Bergamo                             | Democrazia Cristiana                    | Luigi Camillo Fumagalli          |
| Brescia - Bergamo                             | Partito Socialista Italiano             | Guglielmo Ghislandi              |
| Brescia - Bergamo                             | Partito Socialista Italiano             | Luigi Masini                     |
| Brescia - Bergamo                             | Partito Socialista Italiano             | Oreste Bonomelli                 |
| Brescia - Bergamo                             | Partito Comunista Italiano              | Teresa Noce Longo                |
| Brescia - Bergamo                             | Partito Comunista Italiano              | Italo Nicoletto                  |
| Brescia - Bergamo                             | Partito Socialista Democratico Italiano | Egidio Ariosto                   |
| Mantova - Cremona                             | Democrazia Cristiana                    | Giuseppe Cappi                   |
| Mantova - Cremona                             | Democrazia Cristiana                    | Lodovico Benvenuti               |
| Mantova - Cremona                             | Democrazia Cristiana                    | Amos Zanibelli                   |
| Mantova - Cremona                             | Democrazia Cristiana                    | Ennio Avanzini                   |
| Mantova - Cremona                             | Democrazia Cristiana                    | Ferdinando Truzzi                |
| Mantova - Cremona                             | Partito Socialista Italiano             | Eugenio Dugoni                   |
| Mantova - Cremona                             | Partito Socialista Italiano             | Carlo Luigi Ricca                |
| Mantova - Cremona                             | Partito Socialista Italiano             | Francesco Ferrari                |
| Mantova - Cremona                             | Partito Comunista Italiano              | Silvano Montanari                |
| Mantova - Cremona                             | Partito Comunista Italiano              | Enrico Fogliazza                 |
| Trento - Bolzano                              | Democrazia Cristiana                    | Elisabetta Conci                 |
| Trento - Bolzano                              | Democrazia Cristiana                    | Renzo Helfer                     |
| Trento - Bolzano                              | Democrazia Cristiana                    | Giuseppe Veronesi                |
| Trento - Bolzano                              | Democrazia Cristiana                    | Angelo Facchin                   |
| Trento - Bolzano                              | Democrazia Cristiana                    | Alcide Berloffa                  |
| Trento - Bolzano                              | Partito Popolare Sudtirolese            | Karl Tinzl                       |
| Trento - Bolzano                              | Partito Popolare Sudtirolese            | Anton Ebner                      |
| Trento - Bolzano                              | Partito Popolare Sudtirolese            | Otto Guggenberg                  |
| Verona - Padova - Vicenza - Rovigo            | Democrazia Cristiana                    | Guido Gonella                    |
| Verona - Padova - Vicenza - Rovigo            | Democrazia Cristiana                    | Mariano Rumor                    |
| Verona - Padova - Vicenza - Rovigo            | Democrazia Cristiana                    | Giuseppe Romanato                |
| Verona - Padova - Vicenza - Rovigo            | Democrazia Cristiana                    | Egidio Tosato                    |
| Verona - Padova - Vicenza - Rovigo            | Democrazia Cristiana                    | Giuseppe Bettiol                 |
| Verona - Padova - Vicenza - Rovigo            | Democrazia Cristiana                    | Carlo Cibotto                    |
| Verona - Padova - Vicenza - Rovigo            | Democrazia Cristiana                    | Fernando De Marzi                |
| Verona - Padova - Vicenza - Rovigo            | Democrazia Cristiana                    | Valentino Perdonà                |
| Verona - Padova - Vicenza - Rovigo            | Democrazia Cristiana                    | Ferdinando Storchi               |
| Verona - Padova - Vicenza - Rovigo            | Democrazia Cristiana                    | Antonio Guariento                |
| Verona - Padova - Vicenza - Rovigo            | Democrazia Cristiana                    | Arturo Burato                    |
| Verona - Padova - Vicenza - Rovigo            | Democrazia Cristiana                    | Luigi Gui                        |
| Verona - Padova - Vicenza - Rovigo            | Democrazia Cristiana                    | Uberto Breganze                  |
| Verona - Padova - Vicenza - Rovigo            | Democrazia Cristiana                    | Bortolo Eugenio Fina             |
| Verona - Padova - Vicenza - Rovigo            | Democrazia Cristiana                    | Renato Gozzi                     |
| Verona - Padova - Vicenza - Rovigo            | Democrazia Cristiana                    | Gigliola Valandro                |
| Verona - Padova - Vicenza - Rovigo            | Democrazia Cristiana                    | Giusto Geremia                   |
| Verona - Padova - Vicenza - Rovigo            | Partito Comunista Italiano              | Severino Cavazzini               |
| Verona - Padova - Vicenza - Rovigo            | Partito Comunista Italiano              | Riccardo Walter                  |
| Verona - Padova - Vicenza - Rovigo            | Partito Comunista Italiano              | Emilio Rosini                    |
| Verona - Padova - Vicenza - Rovigo            | Partito Comunista Italiano              | Spartaco Marangoni               |
| Verona - Padova - Vicenza - Rovigo            | Partito Socialista Italiano             | Giuseppe Di Prisco               |
| Verona - Padova - Vicenza - Rovigo            | Partito Socialista Italiano             | Otello Magnani                   |
| Verona - Padova - Vicenza - Rovigo            | Partito Socialista Italiano             | Achille Rigamonti                |
| Verona - Padova - Vicenza - Rovigo            | Partito Socialista Italiano             | Adelio Albarello                 |
| Verona - Padova - Vicenza - Rovigo            | Partito Socialista Democratico Italiano | Bruno Castellarin                |
| Verona - Padova - Vicenza - Rovigo            | Partito Liberale Italiano               | Riccardo Ferrari                 |
| Verona - Padova - Vicenza - Rovigo            | Movimento Sociale Italiano              | Cesare Pozzo                     |
| Venezia - Treviso                             | Democrazia Cristiana                    | Mario Ferrari Aggradi            |
| Venezia - Treviso                             | Democrazia Cristiana                    | Maria Pia Dal Canton             |
| Venezia - Treviso                             | Democrazia Cristiana                    | Eugenio Gatto                    |
| Venezia - Treviso                             | Democrazia Cristiana                    | Luigi Zanoni                     |
| Venezia - Treviso                             | Democrazia Cristiana                    | Francesco Franceschini           |
| Venezia - Treviso                             | Democrazia Cristiana                    | Ida d'Este                       |
| Venezia - Treviso                             | Democrazia Cristiana                    | Antonio Da Villa                 |
| Venezia - Treviso                             | Democrazia Cristiana                    | Domenico Sartor                  |
| Venezia - Treviso                             | Democrazia Cristiana                    | Agostino Pavan                   |
| Venezia - Treviso                             | Democrazia Cristiana                    | Ruggero Lombardi                 |
| Venezia - Treviso                             | Partito Socialista Italiano             | Lucio Mario Luzzatto             |
| Venezia - Treviso                             | Partito Socialista Italiano             | Giovanni Tonetti                 |
| Venezia - Treviso                             | Partito Socialista Italiano             | Franco Concas                    |
| Venezia - Treviso                             | Partito Comunista Italiano              | Concetto Marchesi                |
| Venezia - Treviso                             | Partito Comunista Italiano              | Giovanni Battista Gianquinto     |
| Venezia - Treviso                             | Partito Socialista Democratico Italiano | Matteo Matteotti                 |
| Udine - Belluno - Gorizia - Pordenone         | Democrazia Cristiana                    | Guglielmo Schiratti              |
| Udine - Belluno - Gorizia - Pordenone         | Democrazia Cristiana                    | Lorenzo Biasutti                 |
| Udine - Belluno - Gorizia - Pordenone         | Democrazia Cristiana                    | Giuseppe Riva                    |
| Udine - Belluno - Gorizia - Pordenone         | Democrazia Cristiana                    | Giacomo Corona                   |
| Udine - Belluno - Gorizia - Pordenone         | Democrazia Cristiana                    | Antonio Dazzi                    |
| Udine - Belluno - Gorizia - Pordenone         | Democrazia Cristiana                    | Alfredo Berzanti                 |
| Udine - Belluno - Gorizia - Pordenone         | Democrazia Cristiana                    | Gualtiero Driussi                |
| Udine - Belluno - Gorizia - Pordenone         | Democrazia Cristiana                    | Silvano Baresi                   |
| Udine - Belluno - Gorizia - Pordenone         | Democrazia Cristiana                    | Giuseppe Garlato                 |
| Udine - Belluno - Gorizia - Pordenone         | Partito Comunista Italiano              | Gino Beltrame                    |
| Udine - Belluno - Gorizia - Pordenone         | Partito Comunista Italiano              | Francesco Giorgio Bettiol        |
| Udine - Belluno - Gorizia - Pordenone         | Partito Socialista Italiano             | Vittorio Marangone               |
| Udine - Belluno - Gorizia - Pordenone         | Partito Socialista Italiano             | Mario Bettoli                    |
| Udine - Belluno - Gorizia - Pordenone         | Partito Socialista Democratico Italiano | Guido Ceccherini                 |
| Udine - Belluno - Gorizia - Pordenone         | Movimento Sociale Italiano              | Carlo Colognatti                 |
| Bologna - Ferrara - Ravenna - Forlì           | Partito Comunista Italiano              | Antonio Roasio                   |
| Bologna - Ferrara - Ravenna - Forlì           | Partito Comunista Italiano              | Cino Moscatelli                  |
| Bologna - Ferrara - Ravenna - Forlì           | Partito Comunista Italiano              | Vincenzo Cavallari               |
| Bologna - Ferrara - Ravenna - Forlì           | Partito Comunista Italiano              | Giuliano Pajetta                 |
| Bologna - Ferrara - Ravenna - Forlì           | Partito Comunista Italiano              | Arrigo Boldrini                  |
| Bologna - Ferrara - Ravenna - Forlì           | Partito Comunista Italiano              | Leonildo Tarozzi                 |
| Bologna - Ferrara - Ravenna - Forlì           | Partito Comunista Italiano              | Andrea Marabini                  |
| Bologna - Ferrara - Ravenna - Forlì           | Partito Comunista Italiano              | Pietro Reali                     |
| Bologna - Ferrara - Ravenna - Forlì           | Partito Comunista Italiano              | Giovanni Bottonelli              |
| Bologna - Ferrara - Ravenna - Forlì           | Partito Comunista Italiano              | Ennio Cervellati                 |
| Bologna - Ferrara - Ravenna - Forlì           | Democrazia Cristiana                    | Benigno Zaccagnini               |
| Bologna - Ferrara - Ravenna - Forlì           | Democrazia Cristiana                    | Giovanni Bersani                 |
| Bologna - Ferrara - Ravenna - Forlì           | Democrazia Cristiana                    | Raimondo Manzini                 |
| Bologna - Ferrara - Ravenna - Forlì           | Democrazia Cristiana                    | Angelo Salizzoni                 |
| Bologna - Ferrara - Ravenna - Forlì           | Democrazia Cristiana                    | Natale Gorini                    |
| Bologna - Ferrara - Ravenna - Forlì           | Democrazia Cristiana                    | Giovanni Elkan                   |
| Bologna - Ferrara - Ravenna - Forlì           | Democrazia Cristiana                    | Giorgio Annibale Franceschini    |
| Bologna - Ferrara - Ravenna - Forlì           | Partito Socialista Italiano             | Giusto Tolloy                    |
| Bologna - Ferrara - Ravenna - Forlì           | Partito Socialista Italiano             | Giuliana Nenni                   |
| Bologna - Ferrara - Ravenna - Forlì           | Partito Socialista Italiano             | Francesco Lami                   |
| Bologna - Ferrara - Ravenna - Forlì           | Partito Socialista Democratico Italiano | Luigi Preti                      |
| Bologna - Ferrara - Ravenna - Forlì           | Partito Repubblicano Italiano           | Ugo La Malfa                     |
| Parma - Modena - Piacenza - Reggio Emilia     | Partito Comunista Italiano              | Gina Borellini                   |
| Parma - Modena - Piacenza - Reggio Emilia     | Partito Comunista Italiano              | Olindo Cremaschi                 |
| Parma - Modena - Piacenza - Reggio Emilia     | Partito Comunista Italiano              | Leonilde Iotti                   |
| Parma - Modena - Piacenza - Reggio Emilia     | Partito Comunista Italiano              | Walter Sacchetti                 |
| Parma - Modena - Piacenza - Reggio Emilia     | Partito Comunista Italiano              | Amerigo Clocchiatti              |
| Parma - Modena - Piacenza - Reggio Emilia     | Partito Comunista Italiano              | Teodoro Bigi                     |
| Parma - Modena - Piacenza - Reggio Emilia     | Partito Comunista Italiano              | Mario Ricci                      |
| Parma - Modena - Piacenza - Reggio Emilia     | Partito Comunista Italiano              | Oreste Gelmini                   |
| Parma - Modena - Piacenza - Reggio Emilia     | Democrazia Cristiana                    | Carlo Buzzi                      |
| Parma - Modena - Piacenza - Reggio Emilia     | Democrazia Cristiana                    | Pasquale Marconi                 |
| Parma - Modena - Piacenza - Reggio Emilia     | Democrazia Cristiana                    | Franco Aimi                      |
| Parma - Modena - Piacenza - Reggio Emilia     | Democrazia Cristiana                    | Renzo Pasini                     |
| Parma - Modena - Piacenza - Reggio Emilia     | Democrazia Cristiana                    | Attilio Bartole                  |
| Parma - Modena - Piacenza - Reggio Emilia     | Democrazia Cristiana                    | Francesco Marenghi               |
| Parma - Modena - Piacenza - Reggio Emilia     | Democrazia Cristiana                    | Noverino Faletti                 |
| Parma - Modena - Piacenza - Reggio Emilia     | Partito Socialista Italiano             | Fernando Santi                   |
| Parma - Modena - Piacenza - Reggio Emilia     | Partito Socialista Italiano             | Ivano Curti                      |
| Parma - Modena - Piacenza - Reggio Emilia     | Partito Socialista Italiano             | Maria Vittoria Mezza             |
| Parma - Modena - Piacenza - Reggio Emilia     | Partito Socialista Democratico Italiano | Alberto Simonini                 |
| Firenze - Pistoia                             | Partito Comunista Italiano              | Fulvio Zamponi                   |
| Firenze - Pistoia                             | Partito Comunista Italiano              | Orazio Barbieri                  |
| Firenze - Pistoia                             | Partito Comunista Italiano              | Giulio Cerreti                   |
| Firenze - Pistoia                             | Partito Comunista Italiano              | Giulio Montelatici               |
| Firenze - Pistoia                             | Partito Comunista Italiano              | Dino Saccenti                    |
| Firenze - Pistoia                             | Partito Comunista Italiano              | Renata Marchionni Zanchi         |
| Firenze - Pistoia                             | Democrazia Cristiana                    | Attilio Piccioni                 |
| Firenze - Pistoia                             | Democrazia Cristiana                    | Renato Cappugi                   |
| Firenze - Pistoia                             | Democrazia Cristiana                    | Giuseppe Vedovato                |
| Firenze - Pistoia                             | Democrazia Cristiana                    | Romolo Diecidue                  |
| Firenze - Pistoia                             | Democrazia Cristiana                    | Palmiro Foresi                   |
| Firenze - Pistoia                             | Partito Socialista Italiano             | Ferdinando Targetti              |
| Firenze - Pistoia                             | Partito Socialista Italiano             | Giovanni Pieraccini              |
| Pisa - Livorno - Lucca - Massa Carrara        | Democrazia Cristiana                    | Giovanni Gronchi                 |
| Pisa - Livorno - Lucca - Massa Carrara        | Democrazia Cristiana                    | Giuseppe Togni                   |
| Pisa - Livorno - Lucca - Massa Carrara        | Democrazia Cristiana                    | Loris Biagioni                   |
| Pisa - Livorno - Lucca - Massa Carrara        | Democrazia Cristiana                    | Armando Angelini                 |
| Pisa - Livorno - Lucca - Massa Carrara        | Democrazia Cristiana                    | Quirico Baccelli                 |
| Pisa - Livorno - Lucca - Massa Carrara        | Democrazia Cristiana                    | Andrea Negrari                   |
| Pisa - Livorno - Lucca - Massa Carrara        | Partito Comunista Italiano              | Laura Diaz                       |
| Pisa - Livorno - Lucca - Massa Carrara        | Partito Comunista Italiano              | Natale Vasco Jacoponi            |
| Pisa - Livorno - Lucca - Massa Carrara        | Partito Comunista Italiano              | Gino Baldassari                  |
| Pisa - Livorno - Lucca - Massa Carrara        | Partito Comunista Italiano              | Leonello Raffaelli               |
| Pisa - Livorno - Lucca - Massa Carrara        | Partito Comunista Italiano              | Antonio Bernieri                 |
| Pisa - Livorno - Lucca - Massa Carrara        | Partito Socialista Italiano             | Elena Gatti Caporaso             |
| Pisa - Livorno - Lucca - Massa Carrara        | Partito Socialista Italiano             | Leonetto Amadei                  |
| Siena - Arezzo - Grosseto                     | Partito Comunista Italiano              | Vittorio Bardini                 |
| Siena - Arezzo - Grosseto                     | Partito Comunista Italiano              | Torquato Baglioni                |
| Siena - Arezzo - Grosseto                     | Partito Comunista Italiano              | Maria Maddalena Rossi            |
| Siena - Arezzo - Grosseto                     | Partito Comunista Italiano              | Priamo Bigiandi                  |
| Siena - Arezzo - Grosseto                     | Partito Comunista Italiano              | Mauro Tognoni                    |
| Siena - Arezzo - Grosseto                     | Democrazia Cristiana                    | Amintore Fanfani                 |
| Siena - Arezzo - Grosseto                     | Democrazia Cristiana                    | Brunetto Bucciarelli-Ducci       |
| Siena - Arezzo - Grosseto                     | Democrazia Cristiana                    | Arturo Viviani                   |
| Siena - Arezzo - Grosseto                     | Partito Socialista Italiano             | Mauro Ferri                      |
| Siena - Arezzo - Grosseto                     | Partito Socialista Italiano             | Emilio Zannerini                 |
| Ancona - Pesaro - Macerata - Ascoli Piceno    | Democrazia Cristiana                    | Giorgio Tupini                   |
| Ancona - Pesaro - Macerata - Ascoli Piceno    | Democrazia Cristiana                    | Danilo De' Cocci                 |
| Ancona - Pesaro - Macerata - Ascoli Piceno    | Democrazia Cristiana                    | Enrico Sparapani                 |
| Ancona - Pesaro - Macerata - Ascoli Piceno    | Democrazia Cristiana                    | Giuseppe Mario Boidi             |
| Ancona - Pesaro - Macerata - Ascoli Piceno    | Democrazia Cristiana                    | Renato Tozzi Condivi             |
| Ancona - Pesaro - Macerata - Ascoli Piceno    | Democrazia Cristiana                    | Ennio De Biagi                   |
| Ancona - Pesaro - Macerata - Ascoli Piceno    | Democrazia Cristiana                    | Umberto Delle Fave               |
| Ancona - Pesaro - Macerata - Ascoli Piceno    | Democrazia Cristiana                    | Francesco Concetti               |
| Ancona - Pesaro - Macerata - Ascoli Piceno    | Partito Comunista Italiano              | Umberto Massola                  |
| Ancona - Pesaro - Macerata - Ascoli Piceno    | Partito Comunista Italiano              | Enzo Capalozza                   |
| Ancona - Pesaro - Macerata - Ascoli Piceno    | Partito Comunista Italiano              | Aristodemo Maniera               |
| Ancona - Pesaro - Macerata - Ascoli Piceno    | Partito Comunista Italiano              | Adele Bei Ciufoli                |
| Ancona - Pesaro - Macerata - Ascoli Piceno    | Partito Socialista Italiano             | Achille Corona                   |
| Ancona - Pesaro - Macerata - Ascoli Piceno    | Partito Socialista Italiano             | Fernando Schiavetti              |
| Ancona - Pesaro - Macerata - Ascoli Piceno    | Partito Socialista Italiano             | Giacomo Brodolini                |
| Perugia - Terni - Rieti                       | Democrazia Cristiana                    | Filippo Micheli                  |
| Perugia - Terni - Rieti                       | Democrazia Cristiana                    | Carlo Vischia                    |
| Perugia - Terni - Rieti                       | Democrazia Cristiana                    | Giuseppe Ermini                  |
| Perugia - Terni - Rieti                       | Democrazia Cristiana                    | Marzio Bernardinetti             |
| Perugia - Terni - Rieti                       | Partito Comunista Italiano              | Carlo Farini                     |
| Perugia - Terni - Rieti                       | Partito Comunista Italiano              | Mario Angelucci                  |
| Perugia - Terni - Rieti                       | Partito Comunista Italiano              | Elettra Pollastrini              |
| Perugia - Terni - Rieti                       | Partito Socialista Italiano             | Lionello Matteucci               |
| Perugia - Terni - Rieti                       | Partito Socialista Italiano             | Aldovino Fora                    |
| Perugia - Terni - Rieti                       | Partito Socialista Italiano             | Antonio Berardi                  |
| Perugia - Terni - Rieti                       | Movimento Sociale Italiano              | Fabio De Felice                  |
| Roma - Viterbo - Latina - Frosinone           | Democrazia Cristiana                    | Giulio Andreotti                 |
| Roma - Viterbo - Latina - Frosinone           | Democrazia Cristiana                    | Pietro Campilli                  |
| Roma - Viterbo - Latina - Frosinone           | Democrazia Cristiana                    | Paolo Bonomi                     |
| Roma - Viterbo - Latina - Frosinone           | Democrazia Cristiana                    | Renato Quintieri                 |
| Roma - Viterbo - Latina - Frosinone           | Democrazia Cristiana                    | Cesare Augusto Fanelli           |
| Roma - Viterbo - Latina - Frosinone           | Democrazia Cristiana                    | Attilio Iozzelli                 |
| Roma - Viterbo - Latina - Frosinone           | Democrazia Cristiana                    | Vittorio Cervone                 |
| Roma - Viterbo - Latina - Frosinone           | Democrazia Cristiana                    | Nicola Angelucci                 |
| Roma - Viterbo - Latina - Frosinone           | Democrazia Cristiana                    | Giorgio Mastino Del Rio          |
| Roma - Viterbo - Latina - Frosinone           | Democrazia Cristiana                    | Francesco Maria Dominedò         |
| Roma - Viterbo - Latina - Frosinone           | Democrazia Cristiana                    | Alberto Folchi                   |
| Roma - Viterbo - Latina - Frosinone           | Democrazia Cristiana                    | Ruggero Villa                    |
| Roma - Viterbo - Latina - Frosinone           | Democrazia Cristiana                    | Pietro Germani                   |
| Roma - Viterbo - Latina - Frosinone           | Democrazia Cristiana                    | Maria Badaloni                   |
| Roma - Viterbo - Latina - Frosinone           | Democrazia Cristiana                    | Dino Penazzato                   |
| Roma - Viterbo - Latina - Frosinone           | Partito Comunista Italiano              | Edoardo D'Onofrio                |
| Roma - Viterbo - Latina - Frosinone           | Partito Comunista Italiano              | Aldo Natoli                      |
| Roma - Viterbo - Latina - Frosinone           | Partito Comunista Italiano              | Giulio Turchi                    |
| Roma - Viterbo - Latina - Frosinone           | Partito Comunista Italiano              | Renzo Silvestri                  |
| Roma - Viterbo - Latina - Frosinone           | Partito Comunista Italiano              | Pietro Ingrao                    |
| Roma - Viterbo - Latina - Frosinone           | Partito Comunista Italiano              | Maria Lisa Cinciari Rodano       |
| Roma - Viterbo - Latina - Frosinone           | Partito Comunista Italiano              | Carla Capponi                    |
| Roma - Viterbo - Latina - Frosinone           | Partito Comunista Italiano              | Amedeo Rubeo                     |
| Roma - Viterbo - Latina - Frosinone           | Partito Comunista Italiano              | Claudio Cianca                   |
| Roma - Viterbo - Latina - Frosinone           | Partito Comunista Italiano              | Angelo Compagnoni                |
| Roma - Viterbo - Latina - Frosinone           | Movimento Sociale Italiano              | Roberto Mieville                 |
| Roma - Viterbo - Latina - Frosinone           | Movimento Sociale Italiano              | Arturo Michelini                 |
| Roma - Viterbo - Latina - Frosinone           | Movimento Sociale Italiano              | Ezio Gray                        |
| Roma - Viterbo - Latina - Frosinone           | Movimento Sociale Italiano              | Pino Romualdi                    |
| Roma - Viterbo - Latina - Frosinone           | Partito Socialista Italiano             | Oreste Lizzadri                  |
| Roma - Viterbo - Latina - Frosinone           | Partito Socialista Italiano             | Tullio Vecchietti                |
| Roma - Viterbo - Latina - Frosinone           | Partito Socialista Italiano             | Ugo Della Seta                   |
| Roma - Viterbo - Latina - Frosinone           | Partito Nazionale Monarchico            | Vincenzo Selvaggi                |
| Roma - Viterbo - Latina - Frosinone           | Partito Nazionale Monarchico            | Roberto Cantalupo                |
| Roma - Viterbo - Latina - Frosinone           | Partito Nazionale Monarchico            | Ettore Viola                     |
| Roma - Viterbo - Latina - Frosinone           | Partito Socialista Democratico Italiano | Giovanni L'Eltore                |
| Roma - Viterbo - Latina - Frosinone           | Partito Liberale Italiano               | Aldo Bozzi                       |
| Roma - Viterbo - Latina - Frosinone           | Partito Repubblicano Italiano           | Ludovico Camangi                 |
| L'Aquila - Pescara - Chieti - Teramo          | Democrazia Cristiana                    | Ercole Rocchetti                 |
| L'Aquila - Pescara - Chieti - Teramo          | Democrazia Cristiana                    | Remo Gaspari                     |
| L'Aquila - Pescara - Chieti - Teramo          | Democrazia Cristiana                    | Mario Cotellessa                 |
| L'Aquila - Pescara - Chieti - Teramo          | Democrazia Cristiana                    | Lorenzo Natali                   |
| L'Aquila - Pescara - Chieti - Teramo          | Democrazia Cristiana                    | Tommaso Sorgi                    |
| L'Aquila - Pescara - Chieti - Teramo          | Democrazia Cristiana                    | Giuseppe Castelli Avolio         |
| L'Aquila - Pescara - Chieti - Teramo          | Democrazia Cristiana                    | Arnaldo Fabriani                 |
| L'Aquila - Pescara - Chieti - Teramo          | Partito Comunista Italiano              | Giulio Spallone                  |
| L'Aquila - Pescara - Chieti - Teramo          | Partito Comunista Italiano              | Bruno Corbi                      |
| L'Aquila - Pescara - Chieti - Teramo          | Partito Comunista Italiano              | Raffaele Sciorilli Borrelli      |
| L'Aquila - Pescara - Chieti - Teramo          | Partito Comunista Italiano              | Luigi Di Paolantonio             |
| L'Aquila - Pescara - Chieti - Teramo          | Partito Socialista Italiano             | Ubaldo Lopardi                   |
| L'Aquila - Pescara - Chieti - Teramo          | Movimento Sociale Italiano              | Augusto De Marsanich             |
| L'Aquila - Pescara - Chieti - Teramo          | Partito Nazionale Monarchico            | Massimo Del Fante                |
| Campobasso - Isernia                          | Democrazia Cristiana                    | Giacomo Sedati                   |
| Campobasso - Isernia                          | Democrazia Cristiana                    | Remo Sammartino                  |
| Campobasso - Isernia                          | Democrazia Cristiana                    | Vittorino Monte                  |
| Campobasso - Isernia                          | Partito Liberale Italiano               | Pietro Di Giacomo                |
| Campobasso - Isernia                          | Partito Comunista Italiano              | Ferdinando Amiconi               |
| Napoli - Caserta                              | Democrazia Cristiana                    | Leopoldo Rubinacci               |
| Napoli - Caserta                              | Democrazia Cristiana                    | Giovanni Leone                   |
| Napoli - Caserta                              | Democrazia Cristiana                    | Francesco Napolitano             |
| Napoli - Caserta                              | Democrazia Cristiana                    | Stefano Riccio                   |
| Napoli - Caserta                              | Democrazia Cristiana                    | Domenico Ferrara                 |
| Napoli - Caserta                              | Democrazia Cristiana                    | Angelo Raffaele Jervolino        |
| Napoli - Caserta                              | Democrazia Cristiana                    | Vittoria Titomanlio              |
| Napoli - Caserta                              | Democrazia Cristiana                    | Ferdinando D'Ambrosio            |
| Napoli - Caserta                              | Democrazia Cristiana                    | Pietro Lombari                   |
| Napoli - Caserta                              | Democrazia Cristiana                    | Crescenzo Mazza                  |
| Napoli - Caserta                              | Democrazia Cristiana                    | Elio Rosati                      |
| Napoli - Caserta                              | Democrazia Cristiana                    | Domenico Colasanto               |
| Napoli - Caserta                              | Partito Nazionale Monarchico            | Raffaele Cafiero                 |
| Napoli - Caserta                              | Partito Nazionale Monarchico            | Guido Grimaldi                   |
| Napoli - Caserta                              | Partito Nazionale Monarchico            | Giuseppe Muscariello             |
| Napoli - Caserta                              | Partito Nazionale Monarchico            | Raffaele Chiarolanza             |
| Napoli - Caserta                              | Partito Nazionale Monarchico            | Luigi Amato                      |
| Napoli - Caserta                              | Partito Nazionale Monarchico            | Francesco Sciaudone              |
| Napoli - Caserta                              | Partito Nazionale Monarchico            | Paolo Greco                      |
| Napoli - Caserta                              | Partito Comunista Italiano              | Clemente Maglietta               |
| Napoli - Caserta                              | Partito Comunista Italiano              | Luciana Viviani                  |
| Napoli - Caserta                              | Partito Comunista Italiano              | Giorgio Napolitano               |
| Napoli - Caserta                              | Partito Comunista Italiano              | Vincenzo La Rocca                |
| Napoli - Caserta                              | Partito Comunista Italiano              | Massimo Caprara                  |
| Napoli - Caserta                              | Partito Comunista Italiano              | Mario Gomez d'Ayala              |
| Napoli - Caserta                              | Partito Comunista Italiano              | Corrado Graziadei                |
| Napoli - Caserta                              | Movimento Sociale Italiano              | Nicola Foschini                  |
| Napoli - Caserta                              | Movimento Sociale Italiano              | Bruno Spampanato                 |
| Napoli - Caserta                              | Partito Socialista Italiano             | Luigi Renato Sansone             |
| Napoli - Caserta                              | Partito Socialista Italiano             | Raffaele Di Nardo                |
| Napoli - Caserta                              | Partito Liberale Italiano               | Guido Cortese                    |
| Benevento - Avellino - Salerno                | Democrazia Cristiana                    | Carmine De Martino               |
| Benevento - Avellino - Salerno                | Democrazia Cristiana                    | Fiorentino Sullo                 |
| Benevento - Avellino - Salerno                | Democrazia Cristiana                    | Salvatore Scoca                  |
| Benevento - Avellino - Salerno                | Democrazia Cristiana                    | Mario Vetrone                    |
| Benevento - Avellino - Salerno                | Democrazia Cristiana                    | Alfonso Tesauro                  |
| Benevento - Avellino - Salerno                | Democrazia Cristiana                    | Maria De Unterrichter Jervolino  |
| Benevento - Avellino - Salerno                | Democrazia Cristiana                    | Giambattista Bosco Lucarelli     |
| Benevento - Avellino - Salerno                | Democrazia Cristiana                    | Alfredo Amatucci                 |
| Benevento - Avellino - Salerno                | Partito Nazionale Monarchico            | Emilio D'Amore                   |
| Benevento - Avellino - Salerno                | Partito Nazionale Monarchico            | Alberigo Lenza                   |
| Benevento - Avellino - Salerno                | Partito Nazionale Monarchico            | Giuseppe De Falco                |
| Benevento - Avellino - Salerno                | Partito Nazionale Monarchico            | Angelo Rubino                    |
| Benevento - Avellino - Salerno                | Partito Nazionale Monarchico            | Ida Matarazzo                    |
| Benevento - Avellino - Salerno                | Partito Comunista Italiano              | Pietro Grifone                   |
| Benevento - Avellino - Salerno                | Partito Comunista Italiano              | Pietro Amendola                  |
| Benevento - Avellino - Salerno                | Partito Comunista Italiano              | Guido Martuscelli                |
| Benevento - Avellino - Salerno                | Partito Comunista Italiano              | Vittorino Villani                |
| Benevento - Avellino - Salerno                | Partito Socialista Italiano             | Francesco Cacciatore             |
| Benevento - Avellino - Salerno                | Movimento Sociale Italiano              | Mario Jannelli                   |
| Benevento - Avellino - Salerno                | Partito Liberale Italiano               | Raffaele De Caro                 |
| Bari - Foggia                                 | Democrazia Cristiana                    | Raffaele Pio Petrilli            |
| Bari - Foggia                                 | Democrazia Cristiana                    | Antonio Carcaterra               |
| Bari - Foggia                                 | Democrazia Cristiana                    | Raffaele Resta                   |
| Bari - Foggia                                 | Democrazia Cristiana                    | Michele Troisi                   |
| Bari - Foggia                                 | Democrazia Cristiana                    | Aldo Moro                        |
| Bari - Foggia                                 | Democrazia Cristiana                    | Michele Del Vescovo              |
| Bari - Foggia                                 | Democrazia Cristiana                    | Gustavo De Meo                   |
| Bari - Foggia                                 | Democrazia Cristiana                    | Edmondo Caccuri                  |
| Bari - Foggia                                 | Democrazia Cristiana                    | Michele De Capua                 |
| Bari - Foggia                                 | Partito Comunista Italiano              | Remo Scappini                    |
| Bari - Foggia                                 | Partito Comunista Italiano              | Mario Assennato                  |
| Bari - Foggia                                 | Partito Comunista Italiano              | Filippo Pelosi                   |
| Bari - Foggia                                 | Partito Comunista Italiano              | Michele Magno                    |
| Bari - Foggia                                 | Partito Comunista Italiano              | Ada Del Vecchio Guelfi           |
| Bari - Foggia                                 | Partito Comunista Italiano              | Carlo Francavilla                |
| Bari - Foggia                                 | Partito Nazionale Monarchico            | Maria Chieco Bianchi             |
| Bari - Foggia                                 | Partito Nazionale Monarchico            | Carlo Delcroix                   |
| Bari - Foggia                                 | Partito Nazionale Monarchico            | Filippo Barattolo                |
| Bari - Foggia                                 | Partito Nazionale Monarchico            | Stefano Cavaliere                |
| Bari - Foggia                                 | Partito Socialista Italiano             | Anna De Lauro Matera             |
| Bari - Foggia                                 | Partito Socialista Italiano             | Stefano Lenoci                   |
| Bari - Foggia                                 | Movimento Sociale Italiano              | Ernesto De Marzio                |
| Lecce - Brindisi - Taranto                    | Democrazia Cristiana                    | Italo Giulio Caiati              |
| Lecce - Brindisi - Taranto                    | Democrazia Cristiana                    | Beniamino De Maria               |
| Lecce - Brindisi - Taranto                    | Democrazia Cristiana                    | Giuseppe Codacci Pisanelli       |
| Lecce - Brindisi - Taranto                    | Democrazia Cristiana                    | Angelo Priore                    |
| Lecce - Brindisi - Taranto                    | Democrazia Cristiana                    | Carlo Scarascia-Mugnozza         |
| Lecce - Brindisi - Taranto                    | Democrazia Cristiana                    | Gaspare Pignatelli               |
| Lecce - Brindisi - Taranto                    | Democrazia Cristiana                    | Gabriele Semeraro                |
| Lecce - Brindisi - Taranto                    | Democrazia Cristiana                    | Alessandro Agrimi                |
| Lecce - Brindisi - Taranto                    | Partito Comunista Italiano              | Giuseppe Sebastiano Calasso      |
| Lecce - Brindisi - Taranto                    | Partito Comunista Italiano              | Santo Semeraro                   |
| Lecce - Brindisi - Taranto                    | Partito Comunista Italiano              | Francesco Candelli               |
| Lecce - Brindisi - Taranto                    | Partito Comunista Italiano              | Ludovico Angelini                |
| Lecce - Brindisi - Taranto                    | Partito Nazionale Monarchico            | Antonio Daniele                  |
| Lecce - Brindisi - Taranto                    | Partito Nazionale Monarchico            | Arturo Marzano                   |
| Lecce - Brindisi - Taranto                    | Movimento Sociale Italiano              | Pietro Sponziello                |
| Lecce - Brindisi - Taranto                    | Partito Socialista Italiano             | Giuseppe Bogoni                  |
| Potenza - Matera                              | Democrazia Cristiana                    | Emilio Colombo                   |
| Potenza - Matera                              | Democrazia Cristiana                    | Michele Marotta                  |
| Potenza - Matera                              | Democrazia Cristiana                    | Claudio Merenda                  |
| Potenza - Matera                              | Democrazia Cristiana                    | Salvatore Pagliuca               |
| Potenza - Matera                              | Partito Comunista Italiano              | Michele Bianco                   |
| Potenza - Matera                              | Partito Comunista Italiano              | Luigi Grezzi                     |
| Potenza - Matera                              | Partito Nazionale Monarchico            | Odo Spadazzi                     |
| Catanzaro - Cosenza - Reggio Calabria         | Democrazia Cristiana                    | Gennaro Cassiani                 |
| Catanzaro - Cosenza - Reggio Calabria         | Democrazia Cristiana                    | Dario Antoniozzi                 |
| Catanzaro - Cosenza - Reggio Calabria         | Democrazia Cristiana                    | Salvatore Foderaro               |
| Catanzaro - Cosenza - Reggio Calabria         | Democrazia Cristiana                    | Vito Giuseppe Galati             |
| Catanzaro - Cosenza - Reggio Calabria         | Democrazia Cristiana                    | Vito Sanzo                       |
| Catanzaro - Cosenza - Reggio Calabria         | Democrazia Cristiana                    | Filippo Murdaca                  |
| Catanzaro - Cosenza - Reggio Calabria         | Democrazia Cristiana                    | Mario Ceravolo                   |
| Catanzaro - Cosenza - Reggio Calabria         | Democrazia Cristiana                    | Pietro Buffone                   |
| Catanzaro - Cosenza - Reggio Calabria         | Democrazia Cristiana                    | Vittorio Pugliese                |
| Catanzaro - Cosenza - Reggio Calabria         | Democrazia Cristiana                    | Domenico Larussa                 |
| Catanzaro - Cosenza - Reggio Calabria         | Democrazia Cristiana                    | Antonio Sensi                    |
| Catanzaro - Cosenza - Reggio Calabria         | Partito Comunista Italiano              | Fausto Gullo                     |
| Catanzaro - Cosenza - Reggio Calabria         | Partito Comunista Italiano              | Mario Alicata                    |
| Catanzaro - Cosenza - Reggio Calabria         | Partito Comunista Italiano              | Gennaro Miceli                   |
| Catanzaro - Cosenza - Reggio Calabria         | Partito Comunista Italiano              | Eugenio Musolino                 |
| Catanzaro - Cosenza - Reggio Calabria         | Partito Comunista Italiano              | Silvio Messinetti                |
| Catanzaro - Cosenza - Reggio Calabria         | Partito Comunista Italiano              | Cesare Curcio                    |
| Catanzaro - Cosenza - Reggio Calabria         | Partito Socialista Italiano             | Giacomo Mancini                  |
| Catanzaro - Cosenza - Reggio Calabria         | Partito Socialista Italiano             | Rocco Minasi                     |
| Catanzaro - Cosenza - Reggio Calabria         | Partito Socialista Italiano             | Francesco Geraci                 |
| Catanzaro - Cosenza - Reggio Calabria         | Partito Nazionale Monarchico            | Roberto Lucifero d'Aprigliano    |
| Catanzaro - Cosenza - Reggio Calabria         | Partito Nazionale Monarchico            | Nunzio Caroleo                   |
| Catanzaro - Cosenza - Reggio Calabria         | Movimento Sociale Italiano              | Titta Madia                      |
| Catanzaro - Cosenza - Reggio Calabria         | Movimento Sociale Italiano              | Luigi Filosa                     |
| Catanzaro - Cosenza - Reggio Calabria         | Partito Liberale Italiano               | Antonio Capua                    |
| Catania - Messina - Siracusa - Ragusa - Enna  | Democrazia Cristiana                    | Vito Scalia                      |
| Catania - Messina - Siracusa - Ragusa - Enna  | Democrazia Cristiana                    | Corrado Terranova                |
| Catania - Messina - Siracusa - Ragusa - Enna  | Democrazia Cristiana                    | Francesco Turnaturi              |
| Catania - Messina - Siracusa - Ragusa - Enna  | Democrazia Cristiana                    | Enrico Spadola                   |
| Catania - Messina - Siracusa - Ragusa - Enna  | Democrazia Cristiana                    | Nicolò Di Bernardo               |
| Catania - Messina - Siracusa - Ragusa - Enna  | Democrazia Cristiana                    | Emanuele Guerrieri               |
| Catania - Messina - Siracusa - Ragusa - Enna  | Democrazia Cristiana                    | Nicola Cavallaro                 |
| Catania - Messina - Siracusa - Ragusa - Enna  | Democrazia Cristiana                    | Antonino Dante                   |
| Catania - Messina - Siracusa - Ragusa - Enna  | Democrazia Cristiana                    | Gaetano Vigo                     |
| Catania - Messina - Siracusa - Ragusa - Enna  | Democrazia Cristiana                    | Giuseppe Caronia                 |
| Catania - Messina - Siracusa - Ragusa - Enna  | Partito Comunista Italiano              | Antonino Pino                    |
| Catania - Messina - Siracusa - Ragusa - Enna  | Partito Comunista Italiano              | Giacomo Calandrone               |
| Catania - Messina - Siracusa - Ragusa - Enna  | Partito Comunista Italiano              | Virgilio Failla                  |
| Catania - Messina - Siracusa - Ragusa - Enna  | Partito Comunista Italiano              | Otello Marilli                   |
| Catania - Messina - Siracusa - Ragusa - Enna  | Partito Comunista Italiano              | Giuseppe Schirò                  |
| Catania - Messina - Siracusa - Ragusa - Enna  | Partito Comunista Italiano              | Giuseppe Bufardeci               |
| Catania - Messina - Siracusa - Ragusa - Enna  | Partito Nazionale Monarchico            | Giuseppe Basile                  |
| Catania - Messina - Siracusa - Ragusa - Enna  | Partito Nazionale Monarchico            | Letterio La Spada                |
| Catania - Messina - Siracusa - Ragusa - Enna  | Partito Nazionale Monarchico            | Salvatore Barberi                |
| Catania - Messina - Siracusa - Ragusa - Enna  | Movimento Sociale Italiano              | Gennaro Villelli                 |
| Catania - Messina - Siracusa - Ragusa - Enna  | Movimento Sociale Italiano              | Francesco Infantino              |
| Catania - Messina - Siracusa - Ragusa - Enna  | Movimento Sociale Italiano              | Giuseppe Calabrò                 |
| Catania - Messina - Siracusa - Ragusa - Enna  | Partito Socialista Italiano             | Biagio Andò                      |
| Catania - Messina - Siracusa - Ragusa - Enna  | Partito Socialista Italiano             | Matteo Gaudioso                  |
| Catania - Messina - Siracusa - Ragusa - Enna  | Partito Liberale Italiano               | Guido Basile                     |
| Palermo - Trapani - Agrigento - Caltanissetta | Democrazia Cristiana                    | Bernardo Mattarella              |
| Palermo - Trapani - Agrigento - Caltanissetta | Democrazia Cristiana                    | Margherita Bontade               |
| Palermo - Trapani - Agrigento - Caltanissetta | Democrazia Cristiana                    | Calogero Volpe                   |
| Palermo - Trapani - Agrigento - Caltanissetta | Democrazia Cristiana                    | Gaetano Di Leo                   |
| Palermo - Trapani - Agrigento - Caltanissetta | Democrazia Cristiana                    | Bartolomeo Romano                |
| Palermo - Trapani - Agrigento - Caltanissetta | Democrazia Cristiana                    | Antonio Pecoraro                 |
| Palermo - Trapani - Agrigento - Caltanissetta | Democrazia Cristiana                    | Pasquale Cortese                 |
| Palermo - Trapani - Agrigento - Caltanissetta | Democrazia Cristiana                    | Francesco Pignatone              |
| Palermo - Trapani - Agrigento - Caltanissetta | Democrazia Cristiana                    | Raimondo Borsellino              |
| Palermo - Trapani - Agrigento - Caltanissetta | Democrazia Cristiana                    | Giovanni Petrucci                |
| Palermo - Trapani - Agrigento - Caltanissetta | Democrazia Cristiana                    | Luigi Giglia                     |
| Palermo - Trapani - Agrigento - Caltanissetta | Partito Comunista Italiano              | Giuseppe Berti                   |
| Palermo - Trapani - Agrigento - Caltanissetta | Partito Comunista Italiano              | Luigi Di Mauro                   |
| Palermo - Trapani - Agrigento - Caltanissetta | Partito Comunista Italiano              | Anna Nicolosi Grasso             |
| Palermo - Trapani - Agrigento - Caltanissetta | Partito Comunista Italiano              | Antonio Giacone                  |
| Palermo - Trapani - Agrigento - Caltanissetta | Partito Comunista Italiano              | Michele Sala                     |
| Palermo - Trapani - Agrigento - Caltanissetta | Partito Comunista Italiano              | Guido Faletra                    |
| Palermo - Trapani - Agrigento - Caltanissetta | Movimento Sociale Italiano              | Angelo Nicosia                   |
| Palermo - Trapani - Agrigento - Caltanissetta | Movimento Sociale Italiano              | Edoardo Marino                   |
| Palermo - Trapani - Agrigento - Caltanissetta | Movimento Sociale Italiano              | Agostino Di Stefano Genova       |
| Palermo - Trapani - Agrigento - Caltanissetta | Partito Nazionale Monarchico            | Antonino Cuttitta                |
| Palermo - Trapani - Agrigento - Caltanissetta | Partito Nazionale Monarchico            | Francesco Aurelio Di Bella       |
| Palermo - Trapani - Agrigento - Caltanissetta | Partito Nazionale Monarchico            | Benedetto Cottone                |
| Palermo - Trapani - Agrigento - Caltanissetta | Partito Socialista Italiano             | Giosuè Fiorentino                |
| Palermo - Trapani - Agrigento - Caltanissetta | Partito Socialista Italiano             | Francesco Musotto                |
| Cagliari - Sassari - Nuoro - Oristano         | Democrazia Cristiana                    | Gesumino Mastino                 |
| Cagliari - Sassari - Nuoro - Oristano         | Democrazia Cristiana                    | Antonio Maxia                    |
| Cagliari - Sassari - Nuoro - Oristano         | Democrazia Cristiana                    | Salvatore Mannironi              |
| Cagliari - Sassari - Nuoro - Oristano         | Democrazia Cristiana                    | Giovanni Battista Pitzalis       |
| Cagliari - Sassari - Nuoro - Oristano         | Democrazia Cristiana                    | Francesco Murgia                 |
| Cagliari - Sassari - Nuoro - Oristano         | Democrazia Cristiana                    | Mariano Pintus                   |
| Cagliari - Sassari - Nuoro - Oristano         | Democrazia Cristiana                    | Pietro Fadda                     |
| Cagliari - Sassari - Nuoro - Oristano         | Partito Comunista Italiano              | Renzo Laconi                     |
| Cagliari - Sassari - Nuoro - Oristano         | Partito Comunista Italiano              | Luigi Polano                     |
| Cagliari - Sassari - Nuoro - Oristano         | Partito Comunista Italiano              | Nadia Gallico Spano              |
| Cagliari - Sassari - Nuoro - Oristano         | Partito Comunista Italiano              | Ignazio Pirastu                  |
| Cagliari - Sassari - Nuoro - Oristano         | Partito Nazionale Monarchico            | Giorgio Bardanzellu              |
| Cagliari - Sassari - Nuoro - Oristano         | Partito Socialista Italiano             | Mario Berlinguer                 |
| Cagliari - Sassari - Nuoro - Oristano         | Movimento Sociale Italiano              | Giovanni Maria Angioy            |
| Valle d'Aosta                                 | Democrazia Cristiana                    | Paolo Alfonso Farinet            |